# Доходный дом И. А. Княгининского
Доходный дом И. А. Княгининского (Здание Всесословного клуба) — памятник истории в центре Нижнего Новгорода. Построен в 1837—1839 годах. Автор проекта — первый городской архитектор Нижнего Новгорода Г. И. Кизеветтер.
Историческое здание, расположенное по адресу улица Алексеевская, дом № 3, сегодня — объект культурного наследия Российской Федерации.

## История
Секретарь военного губернатора Иван Алексеевич Княгининский в 30-х годах XIX века стал крупным владельцем доходных домов. Выкупив у купцов Костроминых примыкавший к Мытному рынку участок земли в самом центре Нижнего Новгорода, он возвёл на нём по проекту Г. И. Кизеветтера трёхэтажный каменный дом на сводчатых подвалах, фасады которого выходили на Алексеевскую улицу и Мытный рынок.
Решение главного фасада постройки повторяло архитектуру крыла Санкт-Петербургского адмиралтейства. Проект здания был высочайше утверждён 22 мая 1837 года, а 23 июня заложен фундамент. К концу строительного сезона дом был закончен вчерне и покрыт кровлей. Следующие два года продолжалась отделка интерьеров, после чего комнаты на верхнем этаже сдавались в аренду, а подвалы — купцам под склады.
В 1848 году дом пострадал от пожара. Княгининский обратился к губернскому правлению с просьбой выплатить ему ссуду в 20 тыс. рублей либо приобрести дом в казну. Однако, поддерживавшего Княгининского губернатора М. П. Бутурлина уже отправили в отставку, и в 1852 году дом с торгов был продан купцу Василию Климентьевичу Мичурину, который отремонтировал здание.
После отмены крепостного права в Российской империи в Нижнем Новгороде был учреждён «клуб всех сословий», арендовавший у Мичурина помещение. В зале Всесословного клуба выступали В. Г. Короленко, Н. Ф. Анненский, А. С. Гациский. С марта 1889 года заседания проводила государственная архивная служба Нижегородского края, с 1901 по 1904 годы библиотекой заведовала секретарь Нижегородского комитета РСДРП О. И. Чачина, принимавшая революционную литературу и ведшая переписку с В. И. Лениным.